# Wydział Psychologii i Prawa Uniwersytetu SWPS w Poznaniu
Wydział Psychologii i Prawa Uniwersytetu SWPS w Poznaniu – jeden z wydziałów Uniwersytetu SWPS. Istnieje od 2010 roku. Prowadzi studia z zakresu psychologii i prawa. Obecnie studiuje tam ponad 1700 studentów. 

## Studia
Wydział oferuje studia psychologiczne z zakresu psychologii klinicznej dzieci i dorosłych, pracy i organizacji oraz wspierania rozwoju osobistego i zawodowego. W obszarze prawa wydział stawia na praktyczny program studiów, który przygotowuje do wykonywania zawodów prawniczych (adwokata, radcy prawnego, notariusza, komornika, sędziego i prokuratora), pracy w biznesie, administracji rządowej i samorządowej oraz w dyplomacji.
Program studiów psychologicznych jest dostosowany do europejskich standardów nauczania psychologii i wymagań Europejskiego Certyfikatu Psychologa EuroPsy.
Studia psychologiczne prowadzone na Wydziale otrzymały pozytywną ocenę Polskiej Komisji Akredytacyjnej, nadzorującej jakość kształcenia w całym kraju. Ponadto według rankingu szkół wyższych miesięcznika „Perspektywy” Uniwersytet SWPS jest jedną z dwóch najlepszych uczelni w Polsce prowadzących studia na kierunku psychologia. 

## Struktura

### Katedry i zakłady
- Zakład Metodologii i Diagnozy Psychologicznej
- Zakład Psychologii Klinicznej i Zdrowia
- Zakład Psychologii Ogólnej
- Zakład Psychologii Pracy i Organizacji
- Zakład Psychologii Społecznej i Międzykulturowej
- Katedra Prawa Prywatnego
- Katedra Prawa Publicznego i Teorii Prawa

### Organizacje studenckie
- Badawcze Koło Naukowe Uniwersytetu SWPS
- Koło Nauk Penalnych
- Koło Naukowe Prawa Prywatnego Sapere Aude
- Koło Naukowe Prawa Medycznego
- Koło Naukowe Psychologii Biznesu „Grow”
- Koło Naukowe Psychologii Dziecka
- Koło Naukowe Psychologii Społecznej Uniwersytetu SWPS w Poznaniu
- Koło Naukowe Psychoterapii i Treningu
- Koło Naukowe Seksuologii
- Koło Naukowe TU I TERAZ
- Koło Psychologii Emocji i Motywacji
- Organizacja Studencka Consilium
- Prawniczy Klub Filmowy
- Teatr Studencki Uniwersytetu SWPS

## Władze
Kadencja 2024–2028:
- Dziekan: dr Anna Ziółkowska, prof. Uniwersytetu SWPS
- Prodziekan ds. dydaktycznych: dr Agnieszka Czerw
- Prodziekan ds. studenckich: dr hab. Alicja Grochowska, prof. Uniwersytetu SWPS

## Kampusy i budynki uczelniane
Bryła budynku nawiązuje formą do reduty Fortu św. Wojciecha, który znajdował się w pasie XIX-wiecznej fortyfikacji miasta. Budynek Uczelni, o powierzchni użytkowej 18 000 m², należy do najnowocześniejszych obiektów dydaktycznych w kraju.